# Riba-roja de Túria
Riba-roja de Túria – gmina w Hiszpanii, w prowincji Walencja, we wspólnocie autonomicznej Walencja, o powierzchni 57,49 km². W 2011 roku liczyła 21 349 mieszkańców.